# Leonard Siemiątkowski
Leonard Siemiątkowski (* 6. November 1917; † 12. April 2014) war ein polnischer Ökonom und Politiker.
Siemiątkowski gehörte seit seinen Jugendjahren der Polnischen Vereinigten Arbeiterpartei an, der ab 1948 regierenden und marxistisch-leninistisch geprägten Partei innerhalb der Volksrepublik Polen.
Vom 17. September 1968 bis zum 29. Dezember 1972 war Siemiątkowski Präsident der Polnischen Nationalbank und als solcher zugleich Staatssekretär des polnischen Finanzministeriums unter Minister Stefan Jędrychowski.
Während der politischen und ökonomischen Krise der Volksrepublik Polen ab 1967, die nach landesweiten Streiks im Aufstand von 1970 mündete und zum Ende der Herrschaft Władysław Gomułkas führte, erlangte Siemiątkowski aufgrund zahlreicher Personalwechsel in den ökonomisch relevanten Ressorts und Institutionen des Landes zwischenzeitlich eine führende Rolle.